# Sverre Farstad
Pour l’article homonyme, voir Farstad.
Finn Helgesen (né le 8 février 1920 à Trondheim, et mort le 27 mars 1978 à Oslo) est un patineur de vitesse norvégien.

## Palmarès

### Jeux olympiques d'hiver
- Jeux olympiques d'hiver de 1948 à Saint-Moritz,  Suisse
  -  Médaille d'or du 1 500 mètres

### Championnats du monde
- Championnats du monde de 1947 à Oslo,  Norvège
  -  Médaille d'argent toutes épreuves

### Championnats d'Europe
- Championnats d'Europe de 1949 à Davos,  Suisse
  -  Médaille d'or toutes épreuves

- Championnats d'Europe de 1947 à Stockholm,  Suède
  -  Médaille de bronze toutes épreuves